# 鮑際明
鮑際明（？—1612年），字伯參，號觀如，常州府无锡县人。明朝政治人物。

## 生平
萬曆二十五年（1597年）丁酉科舉人，三十二年（1604年）甲辰科進士，授海康县知县，地震城圮而钦州以变告，际明为慰抚部署，民以无恐。调福建同安县，奖拔寒士，一时興起，就试者幾千人，丁忧去。補上犹，再调宁都，清邮传，察奸胥侵帑而以伪篆立收籍者，祀四邑名宦。